# Vilmos Aba-Novák

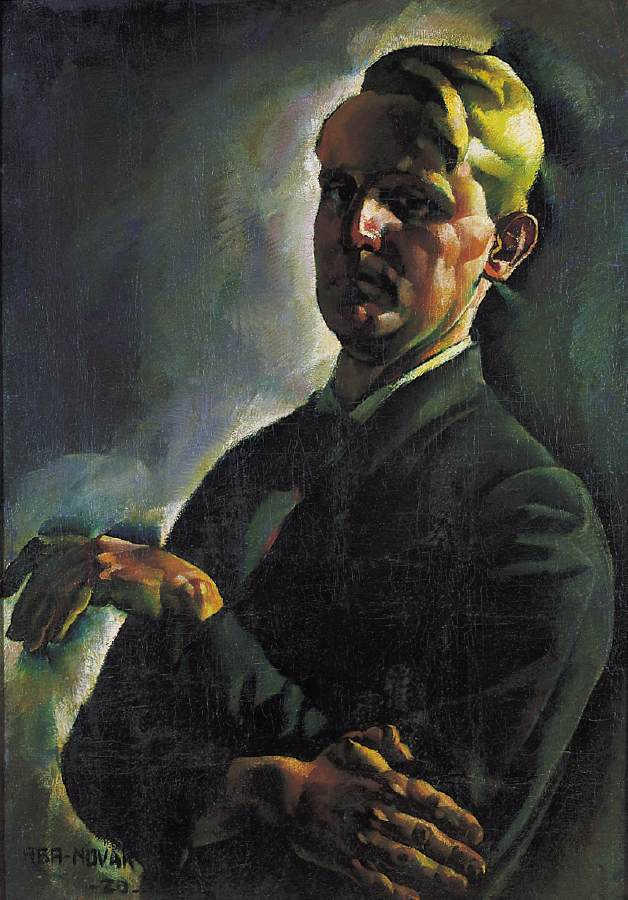
Vilmos Aba-Novák: Selbstporträt, 1920

Vilmos Aba-Novák (* 15. März 1894 in Budapest; † 29. September 1941 ebenda) war ein ungarischer Maler und Grafiker. Er gilt als eines der originellsten und umstrittensten Talente in der modernen ungarischen Malerei.
Vilmos Aba-Novák studierte von 1912 bis 1914 an der Akademie der Schönen Künste in Budapest. Er arbeitete in den Künstlerkolonien in Szolnok und in Nagybánya (heute Baia Mare, Rumänien). Von 1928 bis 1930 war er Stipendiat an der Ungarischen Akademie in Rom. Ab 1939 lehrte er an der Ungarischen Akademie der Bildenden Künste.
Sein Stil enthält sowohl Elemente des Expressionismus als auch des italienischen Novecento. Mit Vorliebe malte er Jahrmärkte und den Zirkus. Er schuf im Auftrag des ungarischen Staates und der katholischen Kirche zahlreiche Fresken:
- Römisch-katholische Kirche in Jászszentandrás
- Heldentor in Szeged
- Stephansmausoleum in Székesfehérvár

Aba-Novák erhielt Auszeichnungen auf der Pariser Weltausstellung 1937 und auf der Biennale di Venezia 1940. Zahlreiche seiner Bilder findet man in der Ungarischen Nationalgalerie sowie in verschiedenen öffentlichen und privaten Sammlungen.